# Asayita
Asayita is een stad in Ethiopië en is de hoofdplaats van de regio Afar. De stad telt 22.718 inwoners (2005).